# Philadelphia Warriors 1954-1955
La stagione 1954-55 dei Philadelphia Warriors fu la 9ª nella NBA per la franchigia.
I Philadelphia Warriors arrivarono quarti nella Eastern Division con un record di 33-39, non qualificandosi per i play-off.

## Risultati
| Squadra               | V  | P  | %    | GB |
| --------------------- | -- | -- | ---- | -- |
| Syracuse Nationals    | 43 | 29 | 59,7 | -  |
| New York Knicks       | 38 | 34 | 52,8 | 5  |
| Boston Celtics        | 36 | 36 | 50,0 | 7  |
| Philadelphia Warriors | 33 | 39 | 45,8 | 10 |
| Baltimore Bullets     | 3  | 11 | 21,4 | 11 |

## Roster
| N°   | Naz.                   | Ruolo | Sportivo       | Anno | Alt. | Peso \|\| |
| ---- | ---------------------- | ----- | -------------- | ---- | ---- | --------- |
| 4    | Stati Uniti (bandiera) | GA    | Ken Murray     | 1928 | 188  | 86        |
| 4    | Stati Uniti (bandiera) | G     | Gene Shue      | 1931 | 188  | 77        |
| 5    | Stati Uniti (bandiera) | G     | Larry Costello | 1931 | 185  | 84        |
| 6    | Stati Uniti (bandiera) | C     | Neil Johnston  | 1929 | 203  | 95        |
| 7    | Stati Uniti (bandiera) | G     | Danny Finn     | 1928 | 185  | 84        |
| 7    | Stati Uniti (bandiera) | G     | Mike Kearns    | 1929 | 188  | 81        |
| 9    | Stati Uniti (bandiera) | AC    | Joe Graboski   | 1930 | 201  | 88        |
| 11   | Stati Uniti (bandiera) | GA    | Paul Arizin    | 1928 | 193  | 86        |
| 12   | Stati Uniti (bandiera) | AC    | Walt Davis     | 1931 | 203  | 93        |
| 14   | Stati Uniti (bandiera) | A     | Tom Brennan    | 1930 | 191  | 88        |
| 14   | Stati Uniti (bandiera) | GA    | Paul Hoffman   | 1925 | 188  | 88        |
| 14   | Stati Uniti (bandiera) | A     | Jackie Moore   | 1932 | 196  | 82        |
| 15   | Stati Uniti (bandiera) | AC    | Zeke Zawoluk   | 1930 | 201  | 98        |
| 17   | Stati Uniti (bandiera) | G     | Jack George    | 1928 | 188  | 86        |
| 19-5 | Stati Uniti (bandiera) | G     | George Dempsey | 1929 | 188  | 86        |

## Staff tecnico
- Allenatore: Eddie Gottlieb